# HD 10180 j
HD 10180 j est une exoplanète non confirmée orbitant autour de l'étoile HD 10180, elle a été découverte en 2012.
| Planète | Masse      | Demi-grand axe (ua) | Période orbitale (jours) | Excentricité | Inclinaison | Rayon |
| ------- | ---------- | ------------------- | ------------------------ | ------------ | ----------- | ----- |
| b       | ≥ 1,35 M🜨  | ~ 0,022 25          | ~ 1,177 68               | ~ 0          |             |       |
| c       | ≥ 13,10 M🜨 | ~ 0,064 1           | ~ 5,759 79               | ~ 0,045      |             |       |
| d       | ≥ 11,75 M🜨 | ~ 0,128 6           | ~ 16,357 9               | ~ 0,088      |             |       |
| e       | ≥ 25,10 M🜨 | ~ 0,269 9           | ~ 49,745                 | ~ 0,026      |             |       |
| f       | ≥ 23,90 M🜨 | ~ 0,492 9           | ~ 122,76                 | ~ 0,135      |             |       |
| g       | ≥ 21,40 M🜨 | ~ 1,422             | ~ 601,2                  | ~ 0,19       |             |       |
| h       | ≥ 64,40 M🜨 | ~ 3,4               | ~ 2 222                  | ~ 0,08       |             |       |
| i       | ~ 0,006 M🜨 | ~ 0,090 4           | ~ 9,655                  | ~ 0,05       |             |       |
| j       | ~ 0,016 M🜨 | ~ 0,33              | ~ 67,55                  | ~ 0,07       |             |       |